# ميخائيل ألين (لاعب كرة قدم كندية)
ميخائيل ألين (بالإنجليزية: Michael Allen)‏ هو لاعب كرة قدم كندية جامايكي، ولد في 1 أغسطس 1964 في أبرشية كلارندون في جامايكا.

## وصلات خارجية
- ميخائيل ألين على موقع JustSportsStats.com (الإنجليزية)